# مارتن إريك أندرسن
مارتن إريك أندرسن (بالدنماركية: Martin Erik Andersen)‏ هو نحات دنماركي، ولد في 1964 في كوبنهاغن في الدنمارك.